# Potentilla wenchuensis
Potentilla wenchuensis är en rosväxtart som beskrevs av Hiroshi Ikeda och H. Ohba. Potentilla wenchuensis ingår i Fingerörtssläktet som ingår i familjen rosväxter. Inga underarter finns listade i Catalogue of Life.